# عموشة
لمحة تاريخية عن بلدية عموشة
بلدية عموشة إحدى بلديات دائرة عموشة بولاية سطيف ، و تقع في الشمال الشرقي للولاية وتبعد عنها حوالي 27كلم، يجتازها الطريق الوطني رقم 09 الرابط بين ولاية سطيف وبجاية يحدها من الشرق عين الكبيرة وأولاد عدوان ومن الجنوب بلدية الاوريسيا، ويبلغ عدد سكانها حوالي 40.000 نسمة.

## تسمية
التسمية القديمة للبلدية كانت تعرف بعدوان نسبة إلى وادي عدوان الذي يقطعها من الجنوب إلى الشمال، فيما يخص كلمة عموشة فلا يمكننا إعطاء تفسير حقيقي للتسمية بسبب عدم وجود إسناد علمي أو تاريخي، وإنما هناك عدة روايات مختلفة حول هذه التسمية ومنها أن عموشة جاءت نسبة إلى عائلة العموشي التي أقامت بها وهناك تفسير ثاني يرجع التسمية إلى كون سكان المنطقة يحبون الصيد
Les amoureux de la chasse

## تاريخ
و يعود تاريخ مدينة عموشة إلى العهود الماضية منذ مجيء العثمانيين ثم دخول الاستعمار الفرنسي واحتلال مدينة سطيف، وقد أنشئت بلدة
عموشة المختلطة سنة 1888 وعين الفرنسي بريير BRYERE رئيسا لها، وفي سنة 1890 تم ضمها إلى بلدة تيزي نبشار المختلطة التي كانت حدودها تمتد من بني فلكاي إلى بني عزيز وهذا حتى سنة 1957 حيث تمت ترقيتها إلى بلدة كاملة النشاط وكان للممارسات الاستعمارية
ضد السكان سببا في تدهور معيشتهم وحملهم على التفكير في محاربة هذا الظلم من خلال
قيمهم بعدة ثورات مسلحة أهمها ثورة المقراني والشيخ الحداد الذي كان في بادئ الأمر
مسالما لا يميل إلى الثورة كونه رجل دين غير أن أبناءه الشيخ محمد وعزيز كانا على
عكس ذلك حيث أيدا فكرة الثورة ضد الاستعمار الفرنسي، وبعد إعلان المقاومة
المسلحة شهدت عموشة بالإضافة إلى المناطق المجاورة لها مثل تاقيطونت وجبل بابور و
جبل مقرس معارك حادة خاضها ابن الحداد الشيخ عزيز ضد الاستعمار الفرنسي وقد استنجد
في العديد من المرات بأولاد صالح بعموشة لمساعدته في دحر قوات الجنرال سوسي، و
استمرت المقاومة الشعبية بضواحي عموشة، إلى غاية الحرب العالمية الأولى أين ظهر
التنظيم للمقاومة الشعبية بالجزائر، وبقيادات جديدة والتي خاضت بدورها عدة معارك
مطالبة باستقلال الجزائر مما أدى إلى حدوث العديد من المجازر في حق هذا الشعب كانت
أبرزها مجزرة 8 ماي 1945 حيث سقط بعموشة مناطق أخرى مثل مدينة سطيف، خراطة، بني
عزيز، عين الكبيرة آلاف الضحايا قدر عددهم بأكثر من 45000 شهيدا.
و عند اندلاع حرب التحرير الوطني شهدت منطقة عموشة و
الجبال المجاورة لها معارك ضارية ضد الاحتلال الفرنسي الظالم وبعد الاستقلال صارت
بلدة عموشة تضم كل من بلدية عموشة الحالية وتيزي نبشار ووادي البارد وطبقا
للقانون رقم 09/84 المؤرخ في 04 فيفري 1984 المتعلق بالتنظيم الإقليمي للوطن نتج
عنه ترقية تيزي نبشار ووادي البارد إلى بلديات جديدة.

## بلديات وأحياء وقرى عموشة
1- بلدية عموشة واغلب السكان يتمركزون في أحيائها (المركز، 154 مسكن، قاسي منصور، لكريطة، بوعمران، لكابس> حي 8 ماي 45 – حي 20 أوت 55 <، بلير. أما بالنسبة للقرى فنجد : الثنية، الضيافات، بن علاق، أولاد فايد، لعوامر، أولاد مرغم، منتانو،
2- بلدية تيزي نبشار : نجد أن اغلب السكان يتمركزون في مركز المدينة وكذا في القرى كـ : منطقة القرية وتاغزوت.
3- بلدية واد البارد : التركز السكاني نجده على مستوى مركز البلدية وكذا منطقة بني دراسن في حين يتناقص سكان منطقة بني ملة نتيجة النزوح الريفي.
المناخ : صيف حار وجاف و شتاء ممطر وبارد بصقيع كبير خاصة في عموشة المركز لكابس.
المستوى الثقافي : متوسط مع نقص ملحوظ في اللغات الأجنبية.
أشهر الأماكن :
منطقة واد البارد وشلالات العناصر
منتانو، لعوامر، بن علاق